# Seznam zápasů SK Slavia Praha 1898
V roce 1898 odehrála SK Slavia Praha 4 zápasy, z toho 3 značené jako přátelské a 1 jako Mistrovství zemí koruny České. Celková bilance byla 3 výhry a 1 remíza.

## Přehled zápasů
| 13. březen 1898 přátelský |       |                       |                              |
| SK Slavia Praha           | 1 – 1 | Český Sculling Cercle | stadion Slavie, Letná, Praha |
|                           |       |                       | stadion Slavie, Letná, Praha |

| 20. březen 1898 přátelský |        |          |                              |
| SK Slavia Praha           | 11 – 0 | AC Praha | stadion Slavie, Letná, Praha |
|                           |        |          | stadion Slavie, Letná, Praha |

| 24. duben 1898 přátelský |        |                       |                              |
| SK Slavia Praha          | 10 – 0 | Český Sculling Cercle | stadion Slavie, Letná, Praha |
|                          |        |                       | stadion Slavie, Letná, Praha |

| 11. prosinec 1898 Mistrovství zemí koruny České |       |          |                              |
| SK Slavia Praha                                 | 2 – 0 | AC Praha | Stadion Slavie, Letná, Praha |
|                                                 |       |          | Stadion Slavie, Letná, Praha |

## Soupisky jednotlivých utkání

### Slavia - Český Sculling Cercle
Soupisky mužstev z tohoto utkání nejsou známy.

### Slavia - AC Praha
Soupisky mužstev z tohoto utkání nejsou známy.

### Slavia - Český Sculling Cercle
Soupisky mužstev z tohoto utkání nejsou známy.

### Slavia - AC Praha
Soupisky mužstev z tohoto utkání nejsou známy.
Slavia se tímto zápasem stala Mistrem zemí koruny České. Do celého mistrovství se přihlásila jen tato dvě mužstva a po krádeži ve slávistické kabině to vypadalo, že v bojích pokračovat nebude ani Slavia. Nakonec však v dalším roce odehrála další utkání